# Emilio Zamperini
Emilio Zamperini (San Michele Extra, 2 luglio 1912 – ...) è stato un calciatore italiano, di ruolo centrocampista.

## Carriera
Militò nell'Hellas Verona per quattro stagioni consecutive, disputando complessivamente 67 partite in Serie B.

## Palmarès

### Club

#### Competizioni nazionali
- Serie C: 1

Audace SME: 1940-1941